# The Minute Man
The Minute Man è un cortometraggio muto del 1911 diretto da Oscar Apfel (con il nome Oscar C. Apfel).
Tra gli interpreti, Edna May Weick, un'attrice bambina di soli sei anni che qui è già al suo sesto film. La piccola si ritirò dalle scene due anni dopo, nel 1913, ad otto anni.

## Produzione
Il film fu prodotto dalla Edison Company.

## Distribuzione
Distribuito dalla General Film Company, il film - un cortometraggio in una bobina - uscì nelle sale cinematografiche statunitensi il 14 luglio 1911.